# 圣维森特-德尔斯奥尔特斯
圣维森特-德尔斯奥尔特斯，是西班牙加泰罗尼亚巴塞罗那省的一个市镇。总面积9.16平方公里，总人口28 181人（2013年），人口密度3076人/平方公里。该地传统经济以农业为主，近年第三产业也有较大发展。